# Temporada 1893-1894 del Liceu
La temporada 1893-1894 només es va representar el primer acte de Guillaume Tell. El 7 de novembre de 1893, en la nit d'inauguració de la temporada, es produí l'episodi conegut popularment com la Bomba del Liceu. L'anarquista Santiago Salvador llençà dues bombes Orsini sobre la platea del teatre, de les quals només n'explotà una que causà una vintena de morts. La temporada se suspèn i el Liceu tancà les portes. Però no per gaire temps.
Es reprenen les activitats artístiques el 18 de gener de 1894 amb una sèrie de 8 concerts instrumentals dirigits pel mestre Antoni Nicolau. El primer espectacle teatral va tenir efecte el dissabte 24 de març de 1894, temporada de primavera amb l'opereta La Fille de madame Angot de Charles Lecocq. Es va estrenar després el ballet Coppélia de Léo Delibes, que va merèixer 36 representacions consecutives.
| Temporada 1893-1894 del Liceu |                    |                  |                   | |           |               |
| Òpera                         | Compositor         | Director musical | Director d'escena | Papers principals                                                                                                | Producció | Dates         |
| Guillaume Tell                | Gioacchino Rossini | Leopoldo Mugnone |                   | Maria Roelants, Luigia Leoni, Paul Lhérie, Giacomo Rawner, Francesco Daddi, Constantino Thos, Virginia Damerini. |           | 7 de novembre |
| Faust                         | Charles Gounod     |                  |                   | Araceli D'Aponte, Josep Brotat, Salvador Mestres, Luis Miró                                                      |           | gener         |
| La Fille de madame Angot      | Charles Lecocq     |                  |                   | |           | 24 de març    |